# Gett Off
Singles de Prince & New Power Generation
New Power Generation
(1990) Cream
(1991)
Gett Off est une chanson de Prince & New Power Generation issue de l'album Diamonds and Pearls. La chanson fut un rajout de dernière minute, remplaçant ainsi le titre Horny Pony, devenu la face-b pour le single Gett Off.
Le titre figure dans la bande sonore du film de John Landis, Innocent Blood. Dans le film de Richard LaGravenese, P.S. I Love You, la comédienne Hilary Swank interprète le titre lors d'une scène. La chanson est présente également dans le film de Tony Scott, Le Dernier Samaritain.

## Liste des titres

### Single
| A. | Gett Off   | 4:27 |
| B. | Horny Pony | 4:17 |

### Maxi Single
| A1. | Gett Off (Extended Remix) | Keith Cohen  | 8:31 |
| A2. | Gett Off (Houstyle)       | Steve Hurley | 8:21 |
| A3. | Violet the Organ Grinder  | Keith Cohen  | 4:59 |

| No  | Titre                            | Remix        | Durée |
| --- | -------------------------------- | ------------ | ----- |
| B1. | Gett Off (Flutestramental)       | Steve Hurley | 7:26  |
| B2. | Gangster Glam                    | Keith Cohen  | 6:04  |
| B3. | Clockin' the Jizz (Instrumental) | Keith Cohen  | 4:51  |

### Gett Off Remix EP
| 1. | Gett Off (Extended Remix)              | 8:33 |
| 2. | Gett Off (Houstyle)                    | 8:20 |
| 3. | Violet the Organ Grinder               | 5:00 |
| 4. | Gangster Glam                          | 6:04 |
| 5. | Cream (N.P.G. Mix)                     | 5:45 |
| 6. | Things Have Gotta Change (Tony M. Rap) | 3:58 |

| No  | Titre                            | Durée |
| --- | -------------------------------- | ----- |
| 7.  | 2 The Wire (Creamy Instrumental) | 3:14  |
| 8.  | Get Some Solo                    | 1:31  |
| 9.  | Do You Dance (KC's Remix)        | 5:59  |
| 10. | Housebangers                     | 4:24  |
| 11. | Q In Doubt                       | 4:00  |
| 12. | Ethereal Mix                     | 4:45  |

## Charts
| Pays             | Chart                         | Meilleure position | Nombre de semaines | Réf    |
| ---------------- | ----------------------------- | ------------------ | ------------------ | ------ |
| Allemagne        | Media Control Charts          | 13                 | 2                  | [ 4 ]  |
| Australie        | ARIA Charts                   | 8                  | 14                 | [ 5 ]  |
| Autriche         | Ö3 Austria Top 40             | 9                  | 10                 | [ 6 ]  |
| Belgique         | Ultratop 50                   | 13                 | 8                  | [ 7 ]  |
| États-Unis       | Billboard Hot 100             | 21                 | 14                 | [ 8 ]  |
| États-Unis       | Hot R&B/Hip-Hop Songs         | 6                  | 17                 | [ 9 ]  |
| États-Unis       | Hot 100 Airplay (Radio Songs) | 56                 | 8                  | [ 10 ] |
| Norvège          | VG-lista                      | 7                  | 4                  | [ 11 ] |
| Nouvelle-Zélande | RIANZ                         | 13                 | 8                  | [ 12 ] |
| Royaume-Uni      | UK Singles Chart              | 4                  | 8                  | [ 13 ] |
| Suède            | Sverigetopplistan             | 13                 | 6                  | [ 14 ] |
| Suisse           | Swiss Music Charts            | 3                  | 15                 | [ 15 ] |